# 681

## Събития

### По място

#### България
- Хан Аспарух създава Първата българска държава. Подписан е мирен договор между Византия и България, по силата на който България придобива Дунавската равнина. Някои изследователи определят този договор като признание на България от Византия и година на начало на правното съществуване на България.

#### Византийска империя
- Византийско-българска война: Императорът Константин IV е принуден да признае българската държава в Мизия и да плати пари за защита, за да избегне по-нататъшно нашествие във византийската Тракия. Константин създава Тракийската тема на Византийската империя (намираща се в югоизточните Балкани).
- 16 септември – завършва започналият на 12 ноември 680 г. шести вселенски събор в Константинопол.
- Константин IV намира братята си Хераклий и Тиберий осакатени, така че те няма да могат да управляват. Той разпорежда лицата им вече да не се изсичат на монети и имената им да бъдат премахнати от официалната документация. Константин издига сина си Юстиниан ІІ на трона като император (август).
- Есен – В Анатоличната тема (съвременна Турция) се разпада военен бунт. Византийската армия се отправя към Хрисополис и изпраща делегация през пролива на Елиспонт до Константинопол, като изисква от двамата братя да останат императори заедно с Константин IV.
- Константин IV се съгласява с компромис и убеждава армията да се върне в казармата си в Анадола. Той кани лидерите на въстанието да дойдат в Константинопол и се консултира със Сената да приеме условията. При пристигането си той арестува лидерите и ги окачва на Сике.

#### Европа
- 9 януари – Дванадесети съвет на Толедо: крал Ервиг от визиготите инициира съвет, в който изпълнява различни мерки срещу евреите. Законите срещу насилието на робите са отменени.

#### Арабска империя
- Мюсюлманска арабска армия, водена от Укба ибн Нафи, разширява границите си до Мароко, преди да бъде принудена да се върне до Кериней от берберите.

Арменци, албанци и иберийци се издигат в бунт срещу умайдския халифат (приблизителна дата).

#### Азия
- В Япония кодексът Асука Кийомихара е започнат при император Тенму.
- Кутулк хан се бунтува и възстановява тюркските хаганати.
- Кусакабе, вторият син на Темну, става принц.

### По тема

#### Религия
- 10 януари – папа Агатон умира в Рим от чума след 2½ годишно царуване, в което е убедил Константин IV да премахне данъка, налаган дотогава при освещаването на новоизбрания папа.
- 16 септември – Шестият вселенски съвет (вж. 680) завършва в Константинопол. Съветът потвърждава православните доктрини на Съвета на Халкидон през 451 г. и осъжда монотелитизма.

## Родени
- Фудживара не Фусасаки, японски съветник († 737 г.)
- Пей Яокинг, канцлер на династията Тан († 743 г.)

## Починали
- 10 януари – Агатон, Римски папа
- Еромин, кмет на двореца на Юстрия (или 680)
- Хао Чуджун, военачалник от династията Танг (607)
- Джаяфарман I, цар на Ченла (Камбоджа)
- Мунму, крал на Сила (Корея)